# Jo Privat
Jo Privat (Parijs, 15 april 1919 - Savigny-le-Temple, 3 april 1996) was een Franse accordeonist en componist.
Privat speelde vele jaren in Balajo, een musette-club in Parijs, waar hij samenwerkte met onder meer Django Reinhardt, de gebroeders Ferret (waaronder Baro Ferret), Didier Roussin en Patrick Saussois. Privat componeerde zo'n vijfhonderd werken, waarbij hij beïnvloed werd door de zigeunercultuur, Amerikaanse jazz en de doedelzak. 
Privat's zoon is eveneens een accordeonist. De urn met zijn stoffelijke resten bevindt zich in Cimetière du Père-Lachaise.

## Discografie (selectie)
- Fantasie Musette Classiques, TriStar Music, 1994
- Tangos et Pasos Eternals (met Tony Murena), TriStar Music, 1994